# رودانو
رودانو (به ایتالیایی: Rodano) یک کومونه در ایتالیا است که در استان میلان واقع شده‌است. رودانو ۱۲٫۸۷ کیلومتر مربع مساحت و ۴٬۳۰۰ نفر جمعیت دارد و ۱۲۰ متر بالاتر از سطح دریا واقع شده‌است.